# أنطونيو روسو
أنطونيو روسو (بالإيطالية: Antonio Russo)‏ هو صحفي إيطالي، ولد في 3 يونيو 1960 في فرانكافيلا أل ماري في إيطاليا، وتوفي في 16 أكتوبر 2000 في تبليسي في جورجيا.

## روابط خارجية
- أنطونيو روسو على موقع IMDb (الإنجليزية)